# François-Joseph Naderman
François-Joseph Naderman est un compositeur, harpiste, facteur, éditeur de musique et professeur de harpe, né le 5 août 1781 à Paris où il est mort le 2 avril 1835.

## Biographie
François-Joseph Naderman naît à Paris, rue d'Argenteuil et est baptisé à la paroisse Saint-Roch.
Son père, Jean-Henri Naderman, luthier et compositeur de profession, est certainement à l'origine de sa vocation. Élève de Jean-Baptiste Krumpholtz, François-Joseph devient après la Révolution française un musicien reconnu ; sa notoriété se poursuit sous le Consulat, le Premier Empire et la Restauration. C'est lui qui est à l'origine de la classe de harpe au Conservatoire de musique de Paris à cette époque, son frère Henri (1783-1841) en étant professeur adjoint.
D'après Michaud, « il était très habile sur la harpe ; on lui doit en outre de jolies romances. À Paris, il produisit un effet extraordinaire dans la cérémonie funèbre en l'honneur de Washington célébrée au temple de Mars (Invalides) en 1801. Il y dirigea douze harpes, soutenues par des cors et des voix éclatantes. Il était associé à son frère pour la fabrication des harpes. »
Les frères Naderman sont les inventeurs de la harpe « mécanique à sabots ». À la mort de leur père, ils reprennent avec leur mère, Barbe-Rose Courtois (1755-1839), le magasin de musique ouvert par celui-ci rue de la Loi afin de commercialiser leurs instruments et partitions musicales.

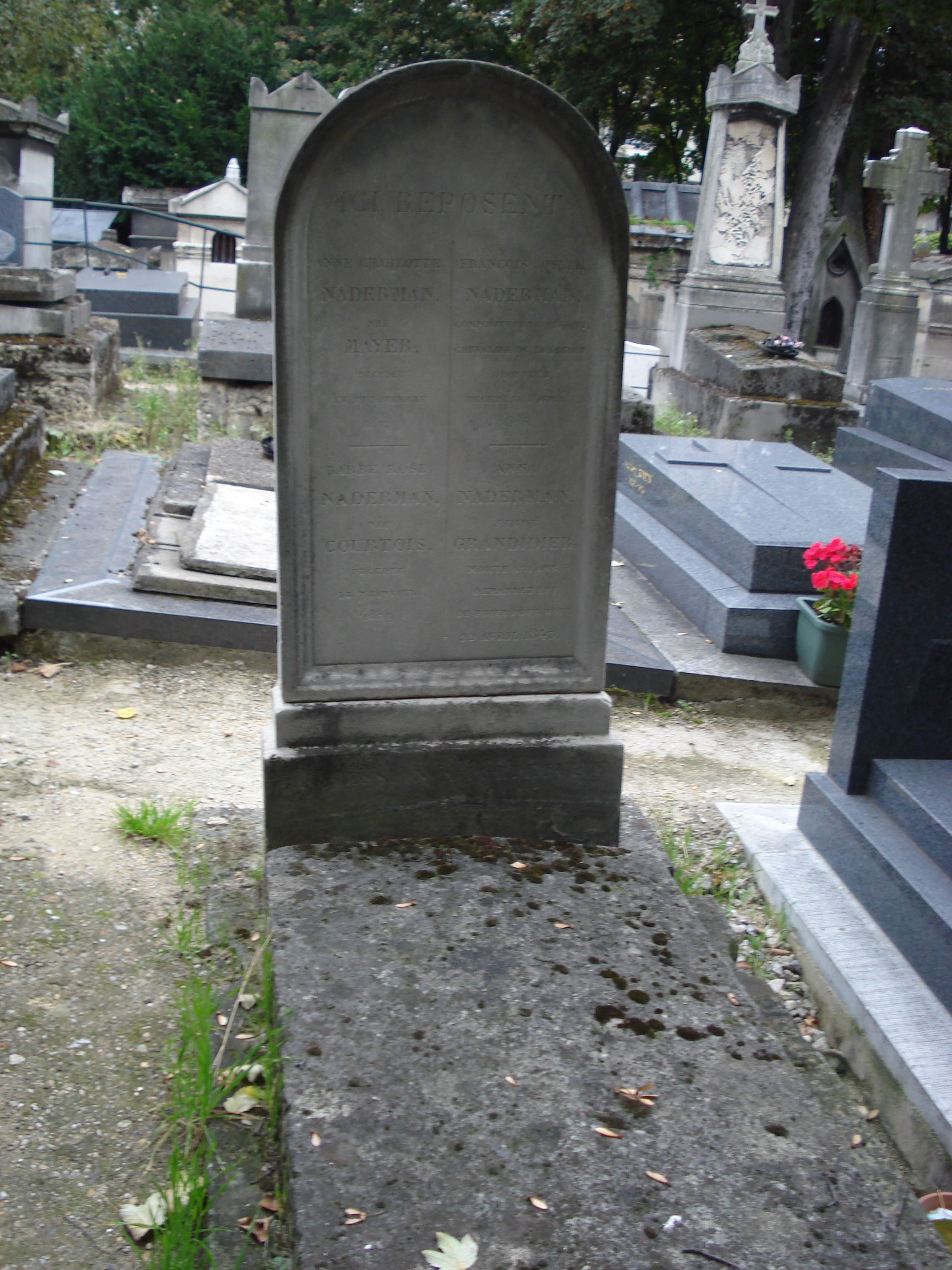
Tombe de François-Joseph Naderman au cimetière de Montmartre.

Dans La Maison mortuaire de Molière, Auguste Vitu écrit :

« Barbe-Rose Courtois, veuve de Jean-Henri Nadermann, fut, de 1805 à 1831, locataire d'une partie de cette maison, où elle tenait un magasin de musique et de harpes fabriquées par ses fils, les célèbres facteurs et virtuoses François-Joseph et Henri Nadermann, qui furent l'un et l'autre harpistes de la musique du Roi et professeurs au Conservatoire. Avant de venir prendre rue Richelieu le local laissé disponible par la transplantation du café de Foix sous les arcades du Palais-Royal, la maison Nadermann était établie rue d'Argenteuil, à la butte Saint-Roch. »

François-Joseph meurt en 1835 et est inhumé au cimetière de Montmartre, 31e division (partie haute), aux côtés de son épouse Anne-Charlotte Mayer (morte en 1832), sa mère et sa fille Anne (1822–1843).
La famille possédait une propriété à Montfort-l'Amaury.

## Œuvres publiées par la maison Naderman
- Trois Sonates pour la harpe avec accompagnement de violon et violoncelle, op. 5 (1800)[3]
- Sonate pour la harpe avec accompagnement de violon et violoncelle, a libitum, op. 12 (1800)[4]
- Trois Sonates pour la harpe, les deux premières avec accompagnement de violon, op. 15 (1800)[5]
- Trio concertant pour harpe, piano et violon, op. 16 (1800)[6]
- Venez aux champs (romance), paroles de M. de Coupigni avec accompagnement de guitare ou lyre par Ferdinando Carulli[7]

## Sources biographiques
- « Semaine théâtrale » Le Ménestrel, 30 juillet 1893, p.242, lire en ligne sur Gallica
- François-Joseph Fétis, « François-Joseph et Henri Naderman », Biographie universelle des musiciens, vol.6, Firm Didot frères, Paris, 1867, p.274-275, lire en ligne sur Gallica
- Louis-Gabriel Michaud (dir.), « Jean-François [sic] Naderman », Biographie universelle ancienne et moderne, tome 30, C. Desplaces, Paris, 1843, p. 9, lire en ligne sur Gallica